# Lienshyttan

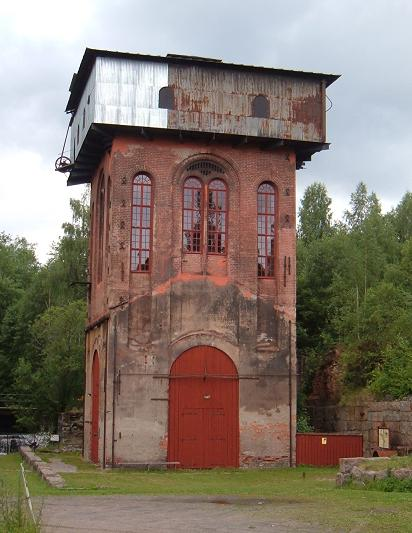
Lienshyttans masugn

Lienshyttan är ett tidigare järnbruk i Riddarhyttan som ingår i Ekomuseum Bergslagen. Masugnen, som blåstes ned 1959, finns fortfarande kvar och ligger i den trånga ravinen nedanför dammen vid sjön Lien.

## Historia

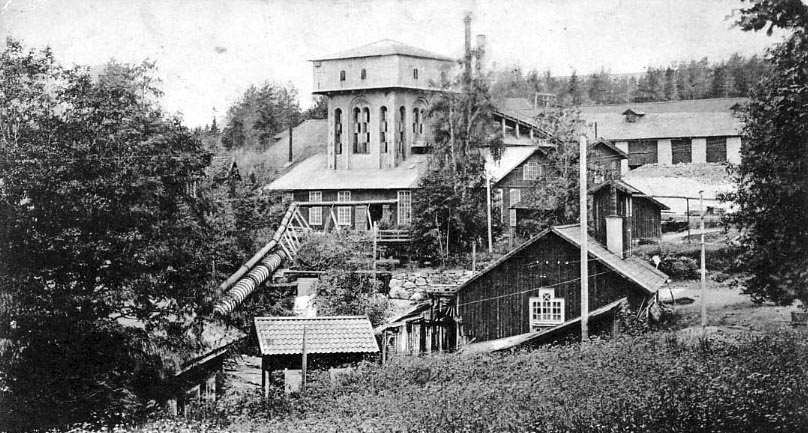
Lienshyttan i början av 1900-talet

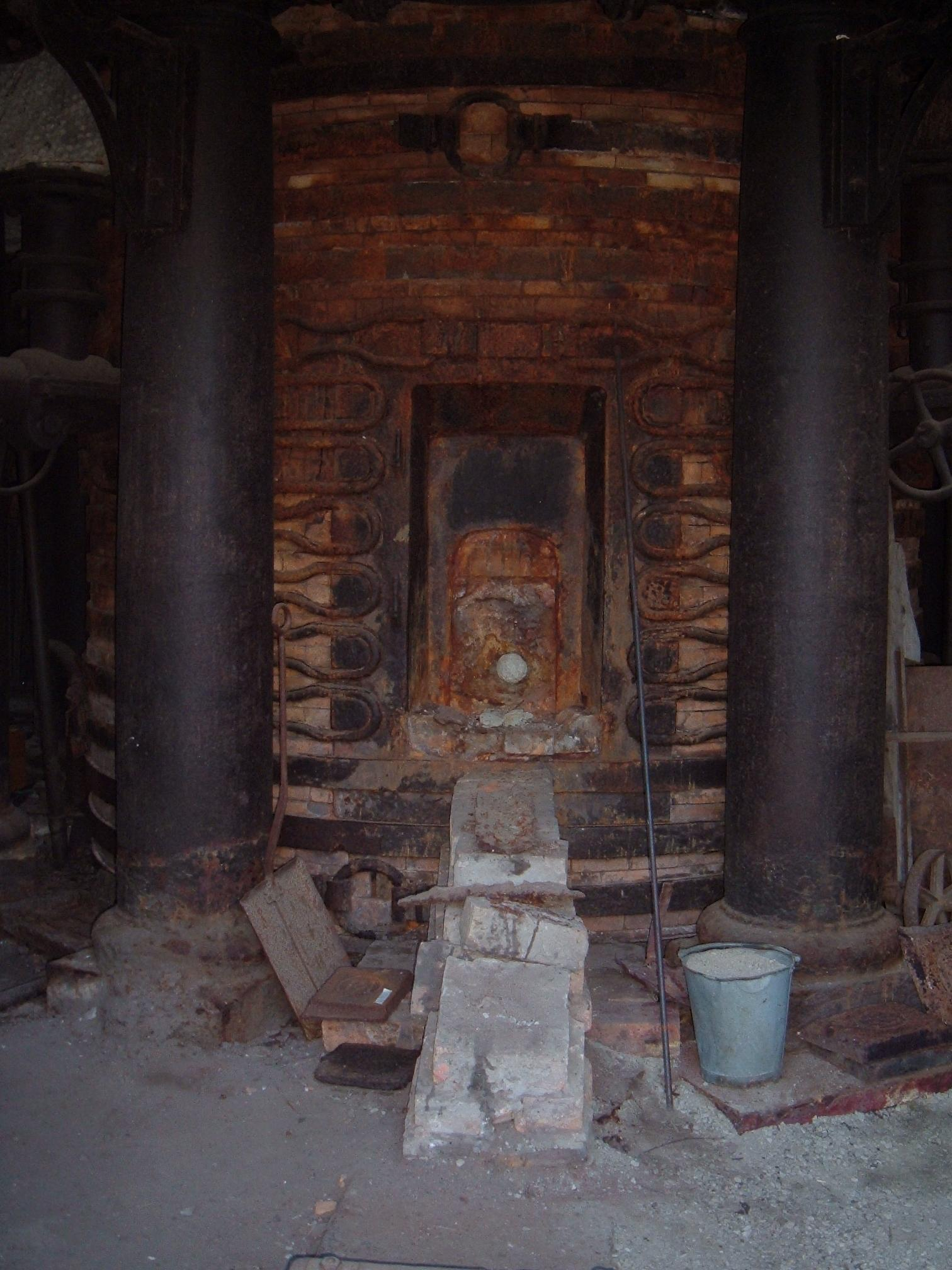
Nedre delen av masugnspipan

Lienshyttan omnämns för första gången redan 1539, vilket tyder på att det redan då fanns en hytta där. År 1650 ska två knipphamrar ha anlagts. Hyttan däremot verkar ha lagts ned i slutet av 1600-talet, då den inte förekommer på 1696 års karta över området. Istället fanns då en såg och kvarn utmärkt på platsen. Mellan 1789 och 1822 ska också ett järnmanufakturverk för tillverkning av spik ha funnits.
På 1840-talet blev järnmalmerna i Riddarhyttan mycket attraktiva och en ny masugn anlades 1848, troligtvis på samma plats som den äldre hyttan.  År 1894 genomfördes en omfattande ombyggnad genom firman Qvist & Gjers. Masugnen fick då en imponerande pipa, som var hela 26 m hög. Den är byggd i tegel med järnband runt om och står på järnpelare. Lienshyttan var i drift ända till år 1959 och eldades ända fram till nedblåsningen med träkol. 

## Sevärdheter
Masugnen med pipa är bevarade, medan den omkringliggande rådstugan rivits. Grunden efter denna samt grunder efter kolhus, sintringsverk och blåsmaskinen finns dock kvar, men mycket av den pedagogiska bilden av hur järntillverkningen gick till väga har gått förlorad. Senare restaureringar av masugnen har gjort att man idag kan besöka anläggningen och ta sig upp på hyttkransen, varifrån masugnen matades med sinter från olika järngruvor, kol och kalk med mera. Intill hyttan finns också ett transformatorhus och en förfallen förrådslänga. Nära masugnen ligger en av de största slagghögarna i Bergslagen och masmästarbostaden.
Transporter av tackjärn söderut mot Köping skedde med Köping–Uttersberg–Riddarhyttans Järnväg. Lastning skedde direkt från masugnen. Lokstallet ligger i Riddarhyttan. Till området hör även en välbevarad frikyrkobyggnad med faluröd locklist- och fjällpanel som uppfördes ca. 1900. Arbetarbostäder finns i Riddarhyttan vid Östra Skolvägen. De uppfördes 1943–44 med fasad av vitmålade lockpanel. 